# Szemipalatyinszki kísérleti telep
A Szemipalatyinszki kísérleti telep (hivatalos nevén 2. sz. állami központi kísérleti gyakorlótér, oroszul 2-й Государственный центральный испытательный полигон) a Szovjetunió első és egyik legnagyobb nukleáris kísérleti telepe volt a kazah sztyeppén, Szemipalatyinszk város közelében, ahol az atomfegyverek tesztelése folyt. 1949 és 1989 között 468 légköri és föld alatti robbantást hajtottak végre, amelyek radioaktív csapadékkal szennyezték be a telepet és környékét. A telep környezeti és egészségügyi hatásait a szovjet hatóságok eltitkolták, a közvélemény csak Kazahsztán 1991-es függetlenné válása után ismerhette meg őket.

## Elhelyezkedése

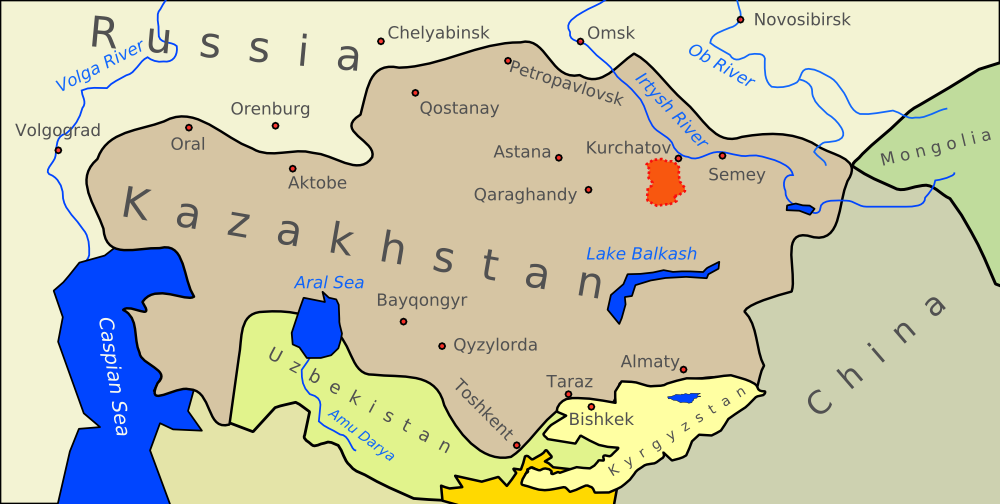
A telep Kazahsztán térképén

A telep a Kazah SZSZK-ban a Szemipalatyinszki (ma Kelet-kazahsztáni), Pavlodari és Karagandai terület határán helyezkedett el az Irtis folyó bal partján, Szemipalatyinszk (ma Szemej) várostól mintegy 130 km-re északnyugatra. Területe 18 500 km² de a telep tevékenysége becslések szerint 300 000 km²-t érintett. Északkeleti peremén található az Igor Kurcsatov fizikusról elnevezett Kurcsatov, korábban zárt város (korábbi elnevezései Moszkva-400, Bereg, Szemipalatyinszk-21, Konyecsnaja állomás ("Végállomás"). A térképeken Kurcsatov Konyecsnaja állomás vagy Moldari (a kazah falu, amire Kurcsatov települt) néven szerepelt.
A terület katonai biztonságát két légibázis felügyelte; a Plankton Kurcsatovtól közvetlenül délre és a tőle 50 km-re délnyugatra fekvő Filon.

## Története

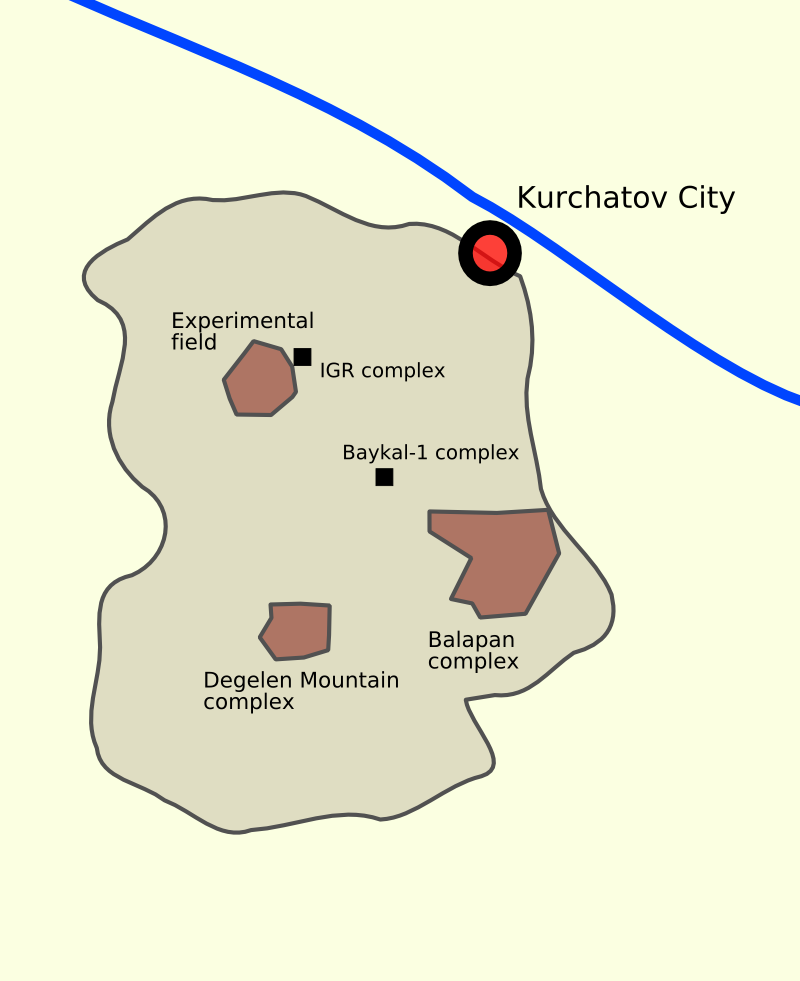
A kísérleti telep alaprajza

A telep felépítésére a Minisztertanács 1947. augusztus 21-i 2939-955. sz. rendelete adott utasítást. Helyszínét a szovjet atombomba-projekt vezetője, Lavrentyij Berija jelölte ki, aki a kelet-kazah sztyeppe ezen régióját lakatlannak mondta (nem említve azt a becslések szerint 700 ezer embert aki a tágabb környezet falvaiban és városaiban élt). Bár kiválasztásakor még nem volt szempont, később geológiailag alkalmasnak bizonyult föld alatti robbantások elvégzésére is. Az egyetlen problémás pontot a szemipalatyinszki kínai konzulátus jelentette, ezért azt kiköltöztették. Az akkori elnevezésével "2. sz. oktatási gyakorlótér" épületeit Gulag-foglyok húzták fel. Az objektum első parancsnoka Pjotr Rozsanovics tüzértábornok volt, kutatási vezetője pedig Mihail Szadovszkij, a Szovjet Tudományos Akadémia Fizikokémiai Intézetének igazgatóhelyettese.
Az első atomkísérletet 1949. augusztus 29-én, a 22 kilotonnás RDSZ–1 felrobbantásával hajtották végre.
1953. augusztus 12-én egy 400 kilotonnás töltetet (RDSZ–6sz) robbantottak fel egy 30 méteres torony tetején. Ennek hatására a telep területének egy része erősen szennyeződött radioaktivitással, maradványai helyenként máig megmaradtak.
1955. november 22-én az RDSZ-37 termonukleáris bombát nagy magasságban, repülőgépről ledobva robbantották fel.
Tizenkét évig csak légköri teszteket végeztek, az első földalatti robbantásra 1961. október 11-én került sor. 1963 októberében a Szovjetunió, az USA és Nagy-Britannia aláírta a légköri nukleáris kísérletek betiltásáról szóló egyezményt, ezután a gyakorlótéren csak föld alatti teszteket végeztek.
1949 és 1989 között a szemipalatyinszki telepen legalább 468 kísérletet hajtottak végre 616 hagyományos és hidrogéntöltet felrobbantásával. Ebből 125-öt a légkörben (26 földi, 91 légi, 8 nagy magasságú), 343-at a föld alatt (215-öt vízszintes alagútban, 128-at aknában). A légköri tesztek betiltásáig a töltetek összteljesítménye 2500-szorosan haladta meg a hirosimai atombombáét. 55 légköri és 169 föld alatti teszt esetében a keletkező radioaktív felhők túlterjedtek a telep határain, és csapadékukkal beszennyezték Kelet-Kazahsztán jelentős területét.

## Felszámolása

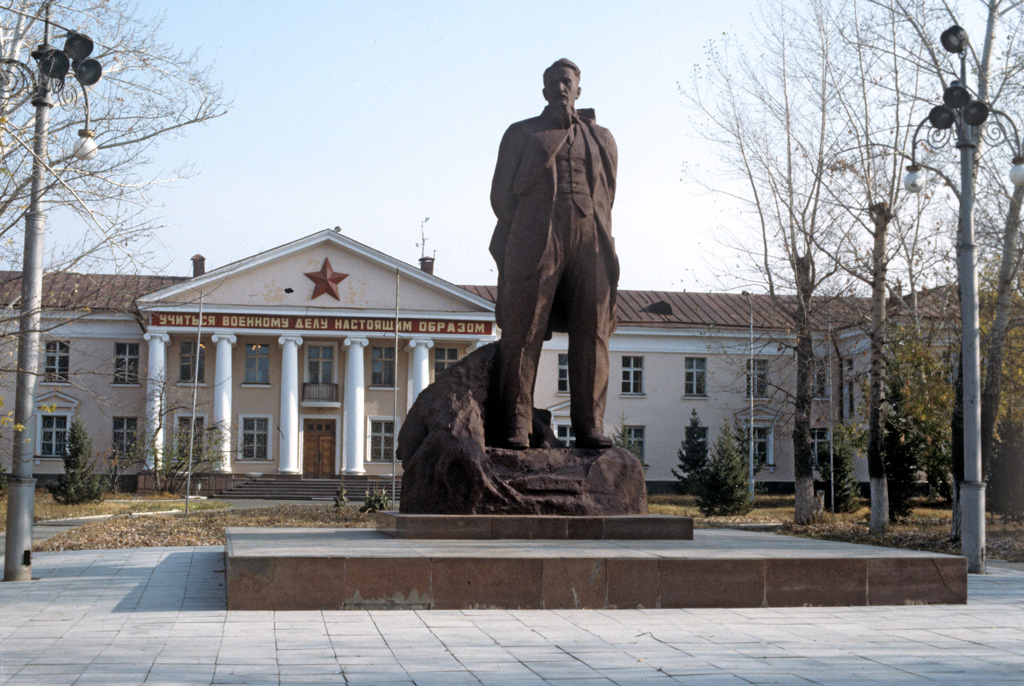
Kurcsatov szobra a telep parancsnoksága előtt

1989-ben Olzsesz Szulejmenov kazah költő és aktivista megalapította a Nevada-Szemipalatyinszk mozgalmat, követelve hogy szolgáltassanak igazságot a nukleáris kísérletek áldozatainak. Ebben az évben hajtották végre az utolsó tesztet. 1991. augusztus 29-én a kísérleti telepet a függetlenné vált Kazahsztán elnöke, Nurszultan Nazarbajev bezárta. Ezután az objektumokat elhagyták, a felhasználatlan hasadóanyag gyakorlatilag őrizetlenül állt a déli Delegen-hegység (amelyet azelőtt nemhivatalosan Plutóniumhegynek hívtak) alagútjaiban, ahol a tesztrobbantásokat végezték. 1996 és 2012 között a kazah, az orosz és az amerikai kormány egy titkos, 150 millió dollárba kerülő művelet keretében összegyűjtötte a hátrahagyott 200 kg-nyi plutóniumot, és lezárták a hegybe vágott alagutakat és járatokat.
A volt szemipalatyinszki telep veszélyes zónáiban a radioaktív sugárzás 2009-ben is elérte a 10-20 milliröntgent óránként. Ennek ellenére élnek benne emberek. Határát 2006-ig nem jelölték, nem is őrizték, és a környező lakosság állatokat legeltetett rajta. A mezőgazdasági minisztérium nyilvántartása szerint 2005-ben csak a Kelet-kazahsztáni területen 57 gazdaság volt a környezetében, amelyekben 13 ezer juhot, 2500 marhát és 600 lovat tartottak. A nukleáris kísérletek hulladéka a becslések szerint több mint egymillió ember egészségét érintette hátrányosan. A régióban az átlagosnál jóval magasabb a daganatos betegségek, születési rendellenességek, a terméketlenség és az ezekkel kapcsolatos öngyilkosságok előfordulása.

## Fordítás
- Ez a szócikk részben vagy egészben  a(z)   Семипалатинский испытательный полигон című orosz Wikipédia-szócikk ezen változatának fordításán alapul.  Az eredeti cikk szerkesztőit annak laptörténete sorolja fel. Ez a jelzés csupán a megfogalmazás eredetét és a szerzői jogokat jelzi, nem szolgál a cikkben szereplő információk forrásmegjelöléseként.